# Kristlin Gear
Kristlin „Krissy“ Gear (* 20. Juli 1999 in Fort Myers, Florida) ist eine US-amerikanische Leichtathletin, die sich auf den Hindernislauf spezialisiert hat.

## Sportliche Laufbahn
Kristlin Gear studierte ab 2018 an der University of Arkansas und sammelte im selben Jahr erste internationale Erfahrungen, als sie bei den U20-Weltmeisterschaften in Tampere in 10:00,99 min den zehnten Platz über 3000 m Hindernis belegte. 2022 wurde sie NCAA-College Hallenmeisterin in der Distanz-Staffel. 2023 startete sie im Hindernislauf bei den Weltmeisterschaften in Budapest und schied dort mit 9:30,61 min im Vorlauf aus.
2023 wurde Gear US-amerikanische Meisterin im 3000-Meter-Hindernislauf.

## Persönliche Bestleistungen
- 1500 Meter: 4:09,00 min, 30. April 2021 in Clovis
- Meile: 4:26,52 min, 1. Juni 2023 in Saint Louis
- 3000 m Hindernis: 9:12,81 min, 8. Juli 2023 in Eugene